# Ferdinand van Kessel

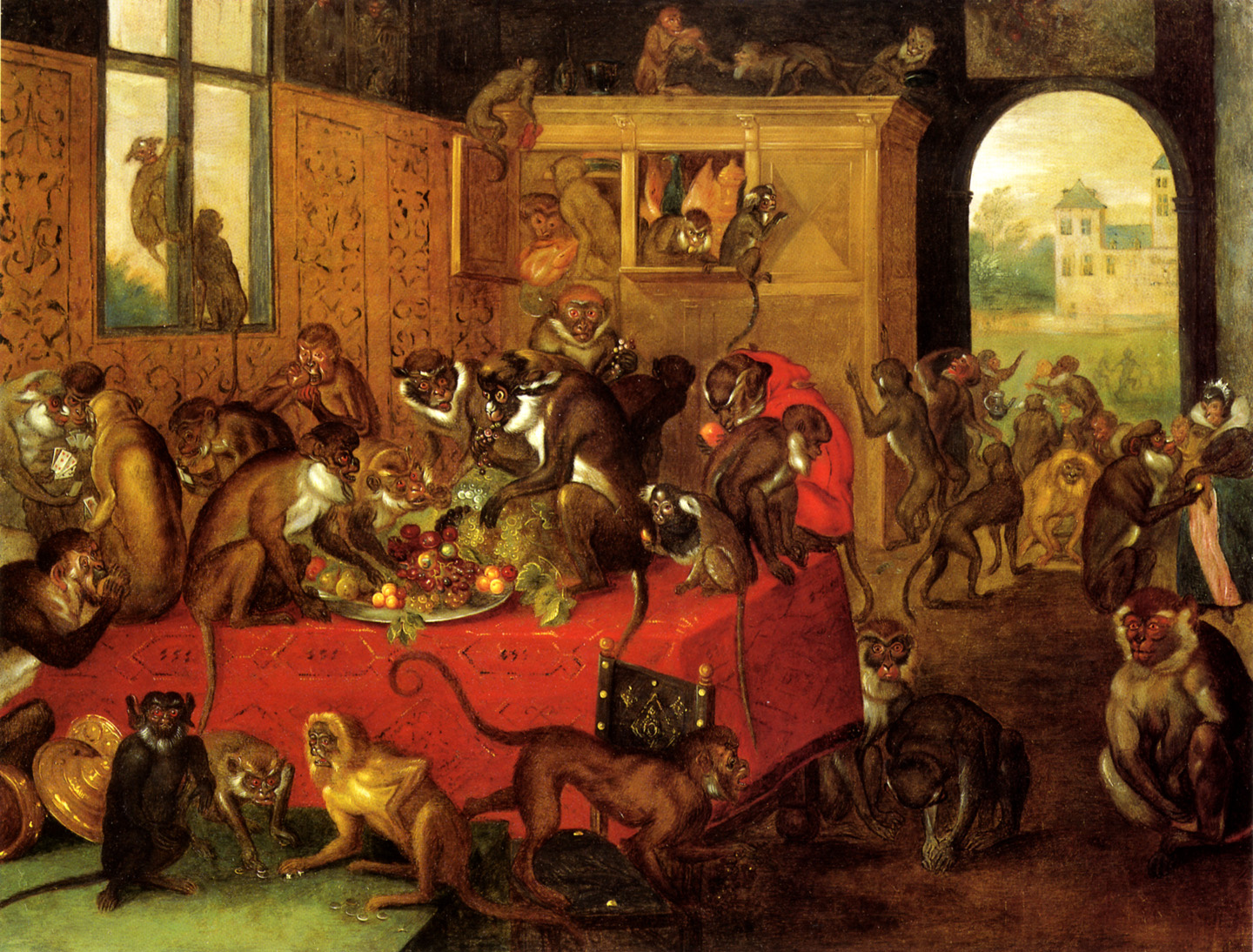
Il banchetto delle scimmie.

Ferdinand van Kessel (Breda, 1647 – Breda, 1696) è stato un pittore olandese.

## Biografia
Figlio di Jan van Kessel il Vecchio, ha ricevuto i primi insegnamenti dal padre seguendone inoltre, nella carriera futura, temi e caratteristiche tecniche. Generalmente lo si considera inferiore al genitore per quanto riguarda i risultati della sua pittura, per la chiarezza del disegno e la purezza dei colori. Fu accolto alla corte di Giovanni III di Polonia, nella quale gli furono commissionate numerose opere; si specializzò in paesaggi, dipinti floreali e naturali con animali, tanto che le figure umane nei suoi dipinti venivano spesso eseguite da altri autori, e lui stesso forniva aiuto per tali particolari per i quali eccelleva.